# Nikolaus av Holstein
Greve Nikolaus (Klaus) av Holstein, född omkring 1321, död 8 maj 1397, begravd i Itzehoe, greve av Holstein-Rendsburg 1390-1397. Son till Gerhard III av Holstein (mördad 1340) och Sofia av Mecklenburg-Werle (död 1339).
Nikolaus gifte sig 1354 med Elisabeth av Braunschweig-Lüneburg (död 1384). Paret fick blott en dotter:
1. Elisabeth av Holstein (död 1416), gift 1. med hertig Albrekt IV av Mecklenburg (död 1388), gift 2. med hertig Erik V av Sachsen-Lauenburg (död 1436)